# Euura testaceipes
Euura testaceipes är en stekelart som först beskrevs av Zaddach-brischke 1883.  Euura testaceipes ingår i släktet Euura, och familjen bladsteklar. Arten är reproducerande i Sverige.